# Monte Mataiur
Monte Mataiur lub Monte Re albo Baba – szczyt w Alpach Julijskich, w Alpach Wschodnich. Leży na granicy między Włochami a Słowenią.
26 października 1917 roku późniejszy feldmarszałek (wówczas w stopniu porucznika) Erwin Rommel ze stuosobowym oddziałem zdobył górę bronioną przez 7000 włoskich żołnierzy. Za to osiągnięcie został nagrodzony orderem Pour le Mérite.